# Mauá da Serra
Mauá da Serra est une municipalité brésilienne située dans l'État du Paraná.